# Medulla (Floryda)
Medulla – jednostka osadnicza w Stanach Zjednoczonych, w stanie Floryda, w hrabstwie Polk.